# Ahmed Juma
Ahmed Ali Juma Abdulhusain Mohamed (arab. أحمد علي جمعة; ur. 8 października 1992 w Manamie) – bahrajński piłkarz grający na pozycji obrońcy. Od 2016 jest zawodnikiem klubu Al-Muharraq.

## Kariera piłkarska
Swoją karierę piłkarską Juma rozpoczął w klubie Al Hala SC, w którym w 2015 roku zadebiutował w pierwszej lidze bahrajńskiej. W 2016 roku przeszedł do Al-Muharraq. W sezonie 2017/2018 wywalczył z nim mistrzostwo Bahrajnu.

## Kariera reprezentacyjna
W reprezentacji Bahrajnu Juma zadebiutował 4 listopada 2011 w wygranym 1:0 towarzyskim meczu z Kuwejtem. W 2019 roku został powołany do kadry na Puchar Azji.